# Sport athlétique verdunois rugby
Le Sport athlétique verdunois rugby est un club français de rugby à XV basé à Verdun.
Il participe au Championnat de France Honneur pour la saison 2019-2020.
Le club monte en Fédérale 3 pour la saison 2024-2025.

## Historique
C'est en 1921 que Marius Garoby crée une section de football-rugby au sein du SA Verdun. Verdun étant une ville de garnison, de nombreux militaires ont vite rejoint le club et disputeront les 1/16e de finale de Championnat de France de 2e Série contre l'US Carmaux. 
En 1926, le club se divisera en deux. L'un restera le SA Verdun (avec Robert Watrin à sa présidence) et le club des Arlequins verra le jour avec M. Balino et les militaires de la ville.
La réconciliation se fera avec l'aide de Léon Chaize. Il réunira les deux clubs, ainsi naîtra le Racing Club Verdunois. Irénée Leclerc et Pierre Goubet lui succèderont. Sous les "ordres" du Capitaine Moreau le R.C.V accèdera à la seconde division grâce à une victoire sur Bergerac.
Les trois années qui précédent la seconde Guerre mondiale s'avéreront les plus prolifiques. Le club va accéder à la Première Division Nationale. Sidou, l'entraîneur est l'artisan des succès du club. Verdun est classé 69e club de France. Verdun rivalise alors avec les ténors en étant en première ligne du rugby français.
Le fléau passé, le sport verdunnois a besoin de se regrouper pour repartir de l'avant. Le club doit rejoindre l'échelon régional dès que les compétitions officielles seront à nouveau organisées (les grands clubs du midi ayant continué à jouer). Verdun regagnera sa place et sera sacré Champion d'Alsace-Lorraine à plusieurs reprises. Déjà à cette époque, le club s'enorgueillit de faire jouer une équipe fanion composée de 90 % de joueurs locaux, entièrement formés au club.
Le Docteur Barrat-Dupont prend la Présidence en 1952 et le SAV grandit dans l'ombre de Michel Vannier alias "Brin d'Osier", l'honneur du club. Issu de l'école de rugby, il sera international junior en 1948, militaire en 1951, et connaîtra la consécration en 1953. Il porte alors les couleurs du Racing club de France. Son fantastique coup de botte l'a rendu célèbre sur tous les terrains du monde. Il revêtira 43 fois le maillot de l'équipe de France. 
Le travail va payer. Verdun est récompensé de sa ténacité et remonte en 3e division en 1957. Le club sera le premier alsacien-lorrain à disputer une finale du championnat de France, sans succès. Qu'importe, il joue en championnat de France et se qualifiera deux fois pour les 1/16e de finale et une fois pour les 1/8e de finale.

## Palmarès
- 1956 :  Vice-champion de France Honneur

## Joueurs emblématiques
- Michel Vannier, 43 sélections en équipe de France, de 1953 à 1961
- Benjamin Petre, international junior et joueur du Sporting union Agen Lot-et-Garonne (en 2009-2010)[2],[3]
- Louis Acosta

## Effectif actuel[Quand?]
| Pilier - Grégory Aubin - Pierre Perinet - Célestin Toussaint - Ludovic Ferreira Talonneur - Fabian Bianchi Deuxième ligne - Alane Artola - Frank Muller - Dorian Blandin - Richard Camus | Troisième ligne - Mathieu Henry - Raphaël Moretto - Benjamin Cessa - Thomas Weber Demi de mêlée - Julien Sieurin - Julien Grisneaux Demi d’ouverture - Ludovic Blanc | 3/4 aile - Ludovic Domenech - Richard Guabello - Florian Oszcsipala - Julien Courret 3/4 centre - Olivier Nenin - Paul Fister - Charly Bartak mare Arrière - Julien Vignon - Christopher Vaillant |